# No me rompas más los cocos
«No me rompas más los cocos» es la primera canción del tercer álbum de estudio de El Cuarteto de Nos, Emilio García (1988).

## Contexto
La canción habla sobre un niño al cual su madre cuida demasiado, y él le suplica que lo deje en paz, de ahí el nombre de la canción.

## Video musical
El video musical fue dirigido por Julio Sonino, y grabado en 1988. Se ve a Roberto Musso interpretando a la madre y a Riki como el niño, mientras que en algunas partes se ve a la banda actuando en un teatro junto a otros artistas.

## Personal
- Roberto Musso: voz y guitarra
- Ricardo Musso: coros, guitarras
- Santiago Tavella: bajo
- Andrés Bedó: sintetizador y sampler
- Álvaro Pintos: batería y percusión